# Colin Harvey
Colin Harvey, né le 16 novembre 1944 à Liverpool (Angleterre), est un footballeur anglais, qui évoluait au poste de milieu de terrain à Everton et en équipe d'Angleterre.
Harvey n'a marqué aucun but lors de son unique sélection avec l'équipe d'Angleterre en 1971. 

## Carrière de joueur
- 1963-1974 : Everton
- 1974-1976 : Sheffield Wednesday

## Palmarès

### En équipe nationale
- 1 sélection et 0 but avec l'équipe d'Angleterre en 1971.

### Avec Everton
- Vainqueur du Championnat d'Angleterre de football en 1970.
- Vainqueur de la Coupe d'Angleterre de football en 1966.